# 비툴라치오
비툴라치오(이탈리아어: Vitulazio)는 이탈리아 캄파니아주 카세르타도에 있는 코무네이다. 나폴리로부터 북쪽으로 35km 카세르타로부터 북서쪽 15km에 위치한다.

## 역사
비툴라치오의 기원은 기원후 3세기 경의 성벽이 없고 단순히 농업을 위한 최소 단위인 고대 로마의 비쿠스였다.
비투라치오는 카푸아에서도 흔적을 찾아볼 수 있는데 10세기 초에 이곳은 카푸아의 농업지역이었다.